# Legio X Fretensis
Legio X Fretensis (Legio Decima Fretensis) byla legie starověkého Říma, založená Augustem v roce 41/40 př. n. l. během občanských válek a existovala přibližně do roku 410.

## První židovská válka

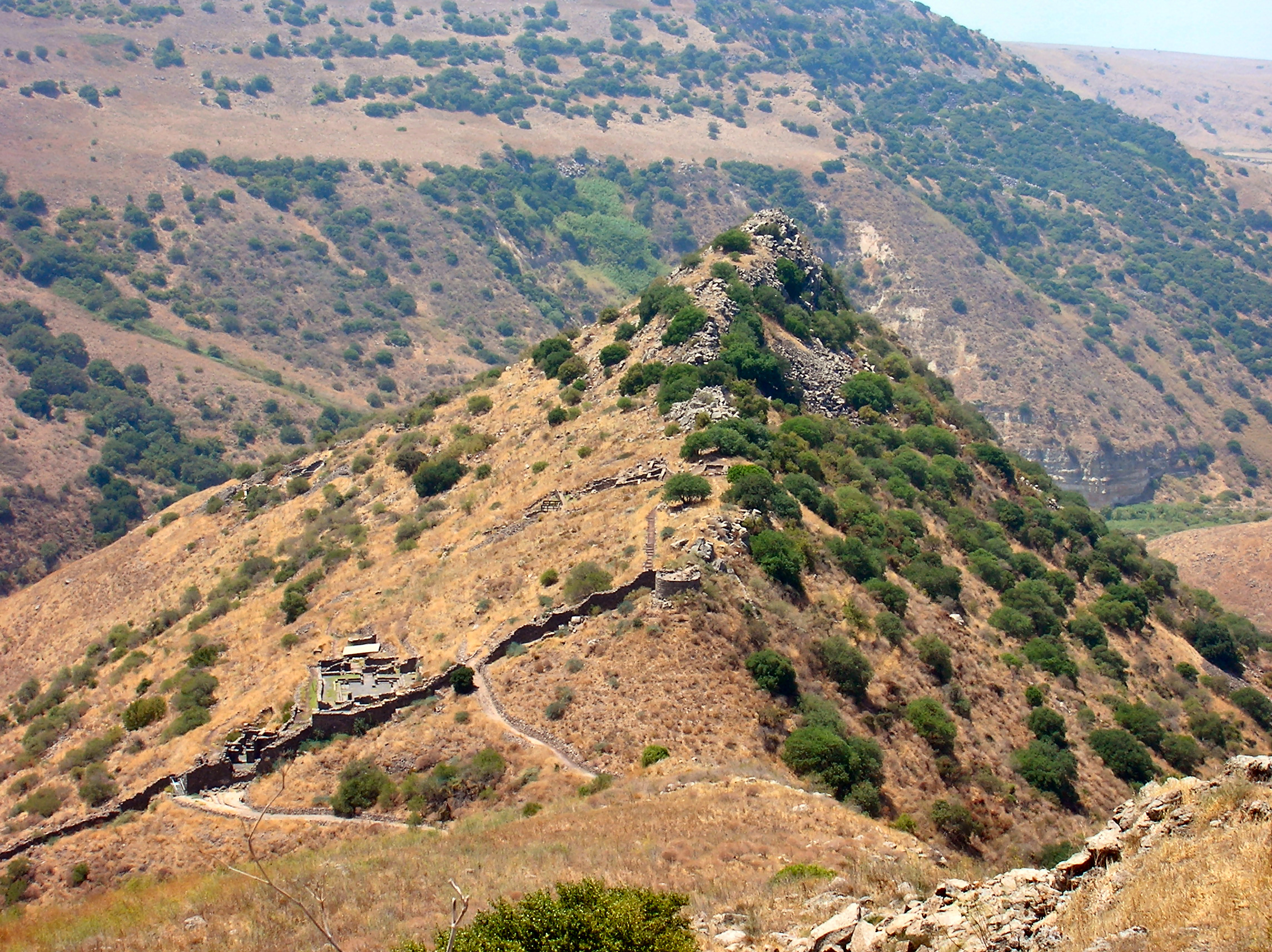
Gamla, dobytá X Fretensis na podzim 67.

Legie byla povolána k potlačení povstání (66–73) pod vedením Vespasiana, kterého pak vystřídal jeho syn Titus.
Původně byla roku 66 spolu s V Macedonicou vyslána do Alexandrie pro invazi do Etiopie, plánovanou Neronem. Ale pak byly tyto legie poslány do Judska. Zimu strávily v Akku (Ptolemaios) a pak byly přesunuty do Caesaree (67/68).

Po dobytí Jodfat (Jotapata) a Gamly se legie přesunuly do Bejt Še'anu (Scythopolis). V létě 68 X Fretensis zničila Kumrán, odkud pocházejí svitky od Mrtvého moře. Zimní tábor měla v Jerichu.

Roku 70 X Fretensis spolu s legiemi V Macedonica, XII Fulminata a XV Apollinaris dobyly Jeruzalém.